# Morti nel 2020/Aprile
| Questa pagina contiene informazioni ricavate automaticamente dalle voci biografiche con l'ausilio del template Bio e di un bot. L'aggiornamento è periodico e automatico e ricostruisce completamente la pagina. Se manca una persona in questa lista, sei pregato di non aggiungerla, ma accertati piuttosto che la sua voce biografica contenga il template Bio e che i dati anagrafici siano correttamente compilati. Se il template Bio manca, inseriscilo tu stesso o, in alternativa, metti l'avviso {{tmp\|Bio}} che ne segnala la mancanza. Se i dati riportati sono sbagliati, correggi direttamente la voce biografica; le modifiche saranno visibili in questa lista entro pochi giorni. Per chiarimenti vedi il progetto biografie. La lista contiene solo le 314 persone che sono citate nell'enciclopedia e per le quali è stato implementato correttamente il template Bio. Pagina aggiornata al 2 ago 2025. |

- 1º aprile - Dušan Bartovič, allenatore di calcio e calciatore cecoslovacco (n. 1944)
- 1º aprile - Branislav Blažić, medico e politico serbo (n. 1957)
- 1º aprile - Mario Chaldú, calciatore argentino (n. 1942)
- 1º aprile - Nur Hassan Hussein, politico e diplomatico somalo (n. 1937)
- 1º aprile - James Learmonth Gowans, medico britannico (n. 1924)
- 1º aprile - Ellis Marsalis, pianista e musicista statunitense (n. 1934)
- 1º aprile - Bucky Pizzarelli, chitarrista statunitense (n. 1926)
- 1º aprile - Rossana Rory, attrice e modella italiana (n. 1927)
- 1º aprile - Ugo Rozzo, bibliotecario, bibliografo e storico italiano (n. 1940)
- 1º aprile - Adam Schlesinger, compositore, bassista e produttore discografico statunitense (n. 1967)
- 1º aprile - Americo Severini, ciclista su strada e ciclocrossista italiano (n. 1931)
- 1º aprile - John Stanich, cestista statunitense (n. 1925)
- 2 aprile - Robert Beck, pentatleta e schermidore statunitense (n. 1936)
- 2 aprile - Gregorio Benito, calciatore spagnolo (n. 1946)
- 2 aprile - Patricia Bosworth, giornalista, biografa e attrice statunitense (n. 1933)
- 2 aprile - Antonino Caruso, politico italiano (n. 1950)
- 2 aprile - Zaccaria Cometti, calciatore e allenatore di calcio italiano (n. 1937)
- 2 aprile - Andrea Carlo Corazza, calciatore italiano (n. 1923)
- 2 aprile - D'Arcy Coulson, slittinista canadese (n. 1936)
- 2 aprile - Oskar Fischer, politico tedesco-orientale (n. 1923)
- 2 aprile - William Frankland, immunologo britannico (n. 1912)
- 2 aprile - Juan Giménez, fumettista e illustratore argentino (n. 1943)
- 2 aprile - Giampiero Grevi, calciatore e allenatore di calcio italiano (n. 1936)
- 2 aprile - João Marcos, calciatore brasiliano (n. 1953)
- 2 aprile - Antonio Livi, teologo e filosofo italiano (n. 1938)
- 2 aprile - Luigi Novelli, brigatista italiano (n. 1953)
- 2 aprile - Gaetano Rebecchini, ingegnere, giornalista e politico italiano (n. 1924)
- 2 aprile - Arnold Sowinski, allenatore di calcio e calciatore francese (n. 1931)
- 2 aprile - Keizō Yamada, maratoneta giapponese (n. 1927)
- 3 aprile - Helin Bölek, cantante e attivista turca (n. 1992)
- 3 aprile - Ira Einhorn, attivista, ambientalista e criminale statunitense (n. 1940)
- 3 aprile - Giovanni Paolo Gibertini, vescovo cattolico italiano (n. 1922)
- 3 aprile - Ab Gootjes, cestista olandese (n. 1931)
- 3 aprile - Piero Gratton, designer italiano (n. 1939)
- 3 aprile - Gabriele Guizzo, calciatore italiano (n. 1942)
- 3 aprile - Sergio Rossi, stilista e imprenditore italiano (n. 1935)
- 3 aprile - Thio Gim Hock, pallanuotista singaporiano (n. 1938)
- 3 aprile - Eric Verdonk, canottiere neozelandese (n. 1959)
- 3 aprile - Constand Laubscher Viljoen, politico e generale sudafricano (n. 1933)
- 4 aprile - Luis Eduardo Aute, cantante, musicista e regista spagnolo (n. 1943)
- 4 aprile - Jay Benedict, attore e doppiatore statunitense (n. 1951)
- 4 aprile - Timmy Brown, attore e giocatore di football americano statunitense (n. 1937)
- 4 aprile - Rafael Leonardo Callejas, politico honduregno (n. 1943)
- 4 aprile - Silvano Carroli, baritono italiano (n. 1939)
- 4 aprile - Forrest Compton, attore statunitense (n. 1925)
- 4 aprile - Tom Dempsey, giocatore di football americano statunitense (n. 1947)
- 4 aprile - Giovanna Fiorenzi, scultrice e ceramista italiana (n. 1930)
- 4 aprile - Carlo Leva, scenografo e costumista italiano (n. 1930)
- 4 aprile - Marcel Moreau, scrittore belga (n. 1933)
- 4 aprile - Rao Pingru, fumettista cinese (n. 1922)
- 4 aprile - Antonio Stefanizzi, gesuita, fisico e conduttore radiofonico italiano (n. 1917)
- 4 aprile - Founéké Sy, calciatore maliano (n. 1986)
- 4 aprile - Ivan Vakarčuk, fisico e politico ucraino (n. 1947)
- 4 aprile - Ezio Vendrame, calciatore, allenatore di calcio e scrittore italiano (n. 1947)
- 5 aprile - Giuseppe Agostini, organista, direttore di coro e compositore italiano (n. 1930)
- 5 aprile - Giorgio Bettini, calciatore e allenatore di calcio italiano (n. 1936)
- 5 aprile - Honor Blackman, attrice britannica (n. 1925)
- 5 aprile - Margaret Burbidge, astronoma e astrofisica britannica (n. 1919)
- 5 aprile - Mahmud Gibril, politico libico (n. 1952)
- 5 aprile - John Lucas, filosofo britannico (n. 1929)
- 5 aprile - Bobby Mitchell, giocatore di football americano statunitense (n. 1935)
- 5 aprile - Hank Whitney, cestista statunitense (n. 1939)
- 6 aprile - Radomir Antić, allenatore di calcio e calciatore serbo (n. 1948)
- 6 aprile - Claude Barthélemy, calciatore haitiano (n. 1945)
- 6 aprile - Pietro Cugini, medico italiano (n. 1936)
- 6 aprile - James Drury, attore statunitense (n. 1934)
- 6 aprile - Armando Francioli, attore italiano (n. 1919)
- 6 aprile - Sergio Guenza, allenatore di calcio e calciatore italiano (n. 1933)
- 6 aprile - Al Kaline, giocatore di baseball statunitense (n. 1934)
- 6 aprile - Jacques Le Brun, storico francese (n. 1931)
- 6 aprile - Adlin Mair-Clarke, velocista giamaicana (n. 1941)
- 6 aprile - Federico Rossi, ingegnere italiano (n. 1948)
- 6 aprile - Fred Singer, fisico austriaco (n. 1924)
- 7 aprile - Aldo Bernardini, giurista e politico italiano (n. 1935)
- 7 aprile - Fariborz Esmaeili, calciatore iraniano (n. 1940)
- 7 aprile - Steve Farmer, chitarrista e compositore statunitense (n. 1948)
- 7 aprile - Charlotte Figi, attivista statunitense (n. 2006)
- 7 aprile - Mario Galvagni, architetto italiano (n. 1928)
- 7 aprile - Allen Garfield, attore statunitense (n. 1939)
- 7 aprile - Leib Groner, rabbino, mistico e religioso statunitense (n. 1931)
- 7 aprile - Thomas Mensah, giurista ghanese (n. 1932)
- 7 aprile - John Prine, cantautore statunitense (n. 1946)
- 7 aprile - Harv Schmidt, cestista e allenatore di pallacanestro statunitense (n. 1935)
- 7 aprile - Miguel Ángel Tábet, presbitero, teologo e biblista venezuelano (n. 1941)
- 7 aprile - Hal Willner, produttore discografico, musicista e compositore statunitense (n. 1956)
- 8 aprile - Aubrey Burl, archeologo britannico (n. 1926)
- 8 aprile - Robert Lynn Carroll, paleontologo statunitense (n. 1938)
- 8 aprile - Madeleine Fischer, attrice svizzera (n. 1935)
- 8 aprile - Carlo Giordana, attore italiano (n. 1945)
- 8 aprile - Miguel Jones, calciatore spagnolo (n. 1938)
- 8 aprile - Francesco La Rosa, calciatore italiano (n. 1926)
- 8 aprile - Lars-Eric Lundvall, hockeista su ghiaccio svedese (n. 1934)
- 8 aprile - Valeriu Muravschi, politico moldavo (n. 1949)
- 8 aprile - Norman Platnick, aracnologo statunitense (n. 1951)
- 8 aprile - Robert Poujade, politico, funzionario e insegnante francese (n. 1928)
- 8 aprile - Donato Sabia, mezzofondista e velocista italiano (n. 1963)
- 8 aprile - Linda Tripp, funzionaria statunitense (n. 1949)
- 9 aprile - Tullio Abbate, imprenditore e pilota motonautico italiano (n. 1944)
- 9 aprile - Tom Bruce, nuotatore statunitense (n. 1952)
- 9 aprile - Mort Drucker, fumettista e illustratore statunitense (n. 1929)
- 9 aprile - Ezio Enrietti, politico italiano (n. 1936)
- 9 aprile - Eric Renner, fotografo statunitense (n. 1941)
- 9 aprile - Salvatore Ricciardi, attivista e brigatista italiano (n. 1940)
- 9 aprile - Giuseppe Aldo Rossi, regista, sceneggiatore e enigmista italiano (n. 1913)
- 10 aprile - Sebastiano Alicata, calciatore italiano (n. 1938)
- 10 aprile - Bruce Baillie, regista statunitense (n. 1931)
- 10 aprile - Rifat Chadirji, architetto iracheno (n. 1926)
- 10 aprile - Bamboo Hirst, scrittrice italiana (n. 1940)
- 10 aprile - Pino van Lamsweerde, regista e animatore italiano (n. 1940)
- 10 aprile - Marianne Lundquist, nuotatrice svedese (n. 1931)
- 10 aprile - Enrique Múgica, politico spagnolo (n. 1932)
- 10 aprile - Nobuhiko Obayashi, regista e sceneggiatore giapponese (n. 1938)
- 10 aprile - Pete Retzlaff, giocatore di football americano statunitense (n. 1931)
- 10 aprile - Francis Reusser, regista, sceneggiatore e attore svizzero (n. 1942)
- 10 aprile - Carlo Sabatini, attore e doppiatore italiano (n. 1932)
- 10 aprile - Cesare Trebeschi, politico, avvocato e saggista italiano (n. 1925)
- 10 aprile - Tom Webster, allenatore di hockey su ghiaccio e hockeista su ghiaccio canadese (n. 1948)
- 10 aprile - Alf Wood, calciatore inglese (n. 1945)
- 11 aprile - Colby Cave, hockeista su ghiaccio canadese (n. 1994)
- 11 aprile - John Conway, matematico britannico (n. 1937)
- 11 aprile - Justus Dahinden, architetto svizzero (n. 1925)
- 11 aprile - Mariano De Nicolò, vescovo cattolico italiano (n. 1932)
- 11 aprile - Antonio Ferres, scrittore spagnolo (n. 1924)
- 11 aprile - Alfred Hagn, sciatore alpino tedesco (n. 1948)
- 11 aprile - Edem Kodjo, politico togolese (n. 1938)
- 11 aprile - Lars-Åke Nilsson, allenatore di pallacanestro e dirigente sportivo svedese (n. 1923)
- 11 aprile - Luciano Pellicani, sociologo, politologo e giornalista italiano (n. 1939)
- 11 aprile - Joseph Tusiani, poeta e traduttore statunitense (n. 1924)
- 11 aprile - Alojzij Uran, arcivescovo cattolico sloveno (n. 1945)
- 12 aprile - Camillo Ballin, vescovo cattolico e missionario italiano (n. 1944)
- 12 aprile - Maurice Barrier, attore francese (n. 1932)
- 12 aprile - Axel Berg, calciatore norvegese (n. 1938)
- 12 aprile - Kishen Bholasing, cantante, musicista e percussionista surinamese (n. 1984)
- 12 aprile - Peter Bonetti, calciatore inglese (n. 1941)
- 12 aprile - Tim Brooke-Taylor, comico, attore e sceneggiatore inglese (n. 1940)
- 12 aprile - Tony Cauchi, calciatore e allenatore di calcio maltese (n. 1935)
- 12 aprile - Jacques De Decker, scrittore, giornalista e drammaturgo belga (n. 1945)
- 12 aprile - Lucio Del Pezzo, artista, pittore e scultore italiano (n. 1933)
- 12 aprile - Keiji Fujiwara, attore e doppiatore giapponese (n. 1964)
- 12 aprile - Danny Goldman, attore e doppiatore statunitense (n. 1939)
- 12 aprile - Sascha Hupmann, cestista tedesco (n. 1970)
- 12 aprile - Tarvaris Jackson, giocatore di football americano statunitense (n. 1983)
- 12 aprile - Rubén Menini, cestista argentino (n. 1924)
- 12 aprile - Stirling Moss, pilota automobilistico britannico (n. 1929)
- 12 aprile - Chung Won-shik, politico e militare sudcoreano (n. 1928)
- 13 aprile - Ryo Kawasaki, musicista, compositore e chitarrista giapponese (n. 1947)
- 13 aprile - Landelino Lavilla Alsina, politico spagnolo (n. 1934)
- 13 aprile - Sarah Maldoror, regista cinematografica, attivista e regista teatrale francese (n. 1929)
- 13 aprile - Patricia Millardet, attrice francese (n. 1957)
- 13 aprile - Moraes Moreira, cantante, musicista e compositore brasiliano (n. 1947)
- 13 aprile - John Rowlands, calciatore inglese (n. 1947)
- 13 aprile - Ann Sullivan, animatrice statunitense (n. 1929)
- 14 aprile - Nate Brooks, pugile statunitense (n. 1933)
- 14 aprile - Joan Dewhirst, danzatrice su ghiaccio britannica (n. 1935)
- 14 aprile - Mario Donatone, attore italiano (n. 1933)
- 14 aprile - Franco Lauro, giornalista, conduttore televisivo e telecronista sportivo italiano (n. 1961)
- 14 aprile - Kerstin Meyer, mezzosoprano svedese (n. 1928)
- 14 aprile - Naoki Murata, judoka e scrittore giapponese (n. 1949)
- 14 aprile - Giuseppe Radaelli, calciatore italiano (n. 1932)
- 14 aprile - Markus Raetz, pittore, illustratore e scultore svizzero (n. 1941)
- 14 aprile - Giorgio Szegö, matematico e funzionario italiano (n. 1934)
- 14 aprile - Sergio Tisselli, fumettista e illustratore italiano (n. 1957)
- 14 aprile - Ron Wylie, calciatore e allenatore di calcio scozzese (n. 1933)
- 14 aprile - Aldo di Cillo Pagotto, arcivescovo cattolico brasiliano (n. 1949)
- 15 aprile - Sean Arnold, attore britannico (n. 1941)
- 15 aprile - John Briggs, politico e militare statunitense (n. 1930)
- 15 aprile - Allen Daviau, direttore della fotografia statunitense (n. 1942)
- 15 aprile - Willie Davis, giocatore di football americano statunitense (n. 1934)
- 15 aprile - Brian Dennehy, attore e regista statunitense (n. 1938)
- 15 aprile - Rubem Fonseca, scrittore e sceneggiatore brasiliano (n. 1925)
- 15 aprile - Gabriella Genta, doppiatrice e direttrice del doppiaggio italiana (n. 1927)
- 15 aprile - Lee Konitz, sassofonista e compositore statunitense (n. 1927)
- 15 aprile - Alfonso Márquez, cestista filippino (n. 1938)
- 15 aprile - Aldo Mongiano, vescovo cattolico italiano (n. 1919)
- 15 aprile - Gérard Mulumba Kalemba, vescovo cattolico della Repubblica Democratica del Congo (n. 1937)
- 15 aprile - Bruce Myers, attore e regista teatrale britannico (n. 1942)
- 15 aprile - Nunzio Franco Pascarella de Capoa, artista, architetto e scrittore italiano (n. 1930)
- 15 aprile - Michele Tantalo, politico italiano (n. 1929)
- 16 aprile - Christophe, cantautore francese (n. 1945)
- 16 aprile - Gene Deitch, illustratore, animatore e disegnatore ceco (n. 1924)
- 16 aprile - Francesco Di Carlo, mafioso e collaboratore di giustizia italiano (n. 1941)
- 16 aprile - Howard Finkel, commentatore televisivo statunitense (n. 1950)
- 16 aprile - Luiz Alfredo Garcia-Roza, scrittore e psicanalista brasiliano (n. 1936)
- 16 aprile - Kenneth Gilbert, direttore d'orchestra e clavicembalista canadese (n. 1931)
- 16 aprile - Jane Dee Hull, politica statunitense (n. 1935)
- 16 aprile - Santiago Lanzuela, politico e economista spagnolo (n. 1948)
- 16 aprile - Jean-Marie Luton, ingegnere francese (n. 1942)
- 16 aprile - Luis Sepúlveda, scrittore, giornalista e sceneggiatore cileno (n. 1949)
- 17 aprile - Ton Bakhuis, calciatore e giocatore di calcio a 5 olandese (n. 1953)
- 17 aprile - Enrico Comba, antropologo e storico delle religioni italiano (n. 1956)
- 17 aprile - Carlos Contreras Guillaume, calciatore cileno (n. 1938)
- 17 aprile - Sergio Fantoni, attore, doppiatore e regista teatrale italiano (n. 1930)
- 17 aprile - Gilbert Garcin, fotografo francese (n. 1929)
- 17 aprile - Giuseppe Guarino, giurista e politico italiano (n. 1922)
- 17 aprile - Norman Hunter, calciatore e allenatore di calcio inglese (n. 1943)
- 17 aprile - Corrado Lamberti, astrofisico e divulgatore scientifico italiano (n. 1947)
- 17 aprile - Domenico Lo Vasco, politico e avvocato italiano (n. 1928)
- 17 aprile - Giuseppi Logan, sassofonista statunitense (n. 1935)
- 17 aprile - Iris Love, archeologa statunitense (n. 1933)
- 17 aprile - Jesús Vaquero, chirurgo spagnolo (n. 1950)
- 18 aprile - Leon Boden, attore, regista e doppiatore tedesco (n. 1958)
- 18 aprile - Amparo Dávila, scrittrice e poetessa messicana (n. 1928)
- 18 aprile - Aleksandr Abramovič Kabakov, scrittore e pubblicista russo (n. 1943)
- 18 aprile - Robert Kimmel Smith, scrittore statunitense (n. 1930)
- 18 aprile - François Jacques Marie Gérard Lafortune, tiratore a segno belga (n. 1932)
- 18 aprile - Urano Navarrini, calciatore e allenatore di calcio italiano (n. 1945)
- 18 aprile - Paul H. O'Neill, politico, imprenditore e funzionario statunitense (n. 1939)
- 18 aprile - Valerio Pilon, pittore, scultore e incisore italiano (n. 1929)
- 18 aprile - Gangchen Tulku Rinpoche, monaco buddhista tibetano (n. 1941)
- 18 aprile - Rezo Parmenovič Ėsadze, attore e regista sovietico (n. 1934)
- 19 aprile - Edmond Baraffe, calciatore e allenatore di calcio francese (n. 1942)
- 19 aprile - Peter Beard, fotografo statunitense (n. 1938)
- 19 aprile - Stanislav Bojadžiev, cestista e allenatore di pallacanestro bulgaro (n. 1945)
- 19 aprile - Cecil Bødker, scrittrice e poetessa danese (n. 1927)
- 19 aprile - Terry Doran, manager britannico (n. 1939)
- 19 aprile - Corrado Galzio, pianista italiano (n. 1919)
- 19 aprile - Valentino Giacobbi, bobbista e dirigente sportivo italiano (n. 1935)
- 19 aprile - Sergio Onofre Jarpa, politico e diplomatico cileno (n. 1921)
- 19 aprile - Aluísio Francisco da Luz, calciatore brasiliano (n. 1931)
- 19 aprile - Philippe Nahon, attore francese (n. 1938)
- 19 aprile - Margit Otto-Crépin, cavallerizza francese (n. 1945)
- 20 aprile - Libero Cecchini, architetto italiano (n. 1919)
- 20 aprile - Mike Curtis, giocatore di football americano statunitense (n. 1943)
- 20 aprile - Tom Lester, attore statunitense (n. 1938)
- 20 aprile - Sirio Maccioni, scrittore e imprenditore italiano (n. 1932)
- 20 aprile - Gaetano Novello, politico italiano (n. 1931)
- 21 aprile - Abdel Rahim el-Kib, politico libico (n. 1950)
- 21 aprile - David Bacuzzi, allenatore di calcio e calciatore inglese (n. 1940)
- 21 aprile - Dimitri Diatchenko, attore e doppiatore statunitense (n. 1968)
- 21 aprile - Teruyuki Okazaki, karateka, maestro di karate e dirigente sportivo giapponese (n. 1931)
- 21 aprile - Adriana Pasquali, avvocata e politica italiana (n. 1928)
- 21 aprile - Jacques Pellen, chitarrista francese (n. 1957)
- 21 aprile - Laisenia Qarase, politico e banchiere figiano (n. 1941)
- 21 aprile - Florian Schneider, musicista e polistrumentista tedesco (n. 1947)
- 21 aprile - Antonio Tarantino, drammaturgo e pittore italiano (n. 1938)
- 22 aprile - Eric Anderson, critico letterario scozzese (n. 1936)
- 22 aprile - Samantha Fox, attrice pornografica statunitense (n. 1950)
- 22 aprile - Hartwig Gauder, marciatore tedesco (n. 1954)
- 22 aprile - Shirley Knight, attrice statunitense (n. 1936)
- 22 aprile - Edward Winchester, canottiere canadese (n. 1970)
- 23 aprile - Peter Dronke, latinista tedesco (n. 1934)
- 23 aprile - Tomás Iwasaki, calciatore peruviano (n. 1937)
- 23 aprile - Kumiko Okae, attrice, doppiatrice e conduttrice televisiva giapponese (n. 1956)
- 23 aprile - Ernst Zägel, calciatore tedesco (n. 1936)
- 24 aprile - Lynn Faulds Wood, conduttrice televisiva e giornalista britannica (n. 1948)
- 24 aprile - Giuseppe Gazzoni Frascara, imprenditore e dirigente sportivo italiano (n. 1935)
- 24 aprile - Namio Harukawa, disegnatore giapponese (n. 1947)
- 24 aprile - Aldo Masullo, filosofo e politico italiano (n. 1923)
- 24 aprile - Mircea Mureșan, regista e sceneggiatore rumeno (n. 1928)
- 24 aprile - Magda Olivetti, traduttrice, germanista e fisica italiana (n. 1935)
- 25 aprile - Douglas Anakin, bobbista e slittinista canadese (n. 1930)
- 25 aprile - Ricardo Brennand, imprenditore e collezionista d'arte brasiliano (n. 1927)
- 25 aprile - Richard Divila, ingegnere brasiliano (n. 1945)
- 25 aprile - Per Olov Enquist, scrittore, sceneggiatore e giornalista svedese (n. 1934)
- 25 aprile - Zarina, artista e scultrice indiana (n. 1937)
- 26 aprile - Emilio Simeón Allué Carcasona, vescovo cattolico spagnolo (n. 1935)
- 26 aprile - Georges-Jean Arnaud, scrittore francese (n. 1928)
- 26 aprile - Tomás Balcázar, calciatore messicano (n. 1931)
- 26 aprile - Gil Baroni, attore e doppiatore italiano (n. 1937)
- 26 aprile - Giulietto Chiesa, giornalista e politico italiano (n. 1940)
- 26 aprile - Peter H. Hunt, regista statunitense (n. 1938)
- 26 aprile - Ron Marlenee, politico statunitense (n. 1935)
- 26 aprile - Marcel Ospel, manager svizzero (n. 1950)
- 26 aprile - Maurice Poli, attore francese (n. 1933)
- 26 aprile - John Ernest Randall, ittiologo statunitense (n. 1924)
- 26 aprile - Carlos Regazzoni, scultore e pittore argentino (n. 1943)
- 26 aprile - Claudio Risi, regista e sceneggiatore italiano (n. 1948)
- 26 aprile - Abolfazl Salabi, cestista iraniano (n. 1924)
- 26 aprile - Henri Weber, politico francese (n. 1944)
- 27 aprile - Eavan Boland, poetessa irlandese (n. 1944)
- 27 aprile - Marino Cortese, politico italiano (n. 1938)
- 27 aprile - Radames Costa, politico italiano (n. 1930)
- 27 aprile - Lynn Harrell, violoncellista statunitense (n. 1944)
- 27 aprile - Robert Herbin, calciatore e allenatore di calcio francese (n. 1939)
- 27 aprile - Mark McNamara, cestista statunitense (n. 1959)
- 27 aprile - Francesco Perrone, mezzofondista e maratoneta italiano (n. 1930)
- 27 aprile - Michael Robinson, calciatore irlandese (n. 1958)
- 27 aprile - Barbara Rosiek, scrittrice, poetessa e psicologa polacca (n. 1959)
- 27 aprile - Dragutin Zelenović, politico serbo (n. 1928)
- 28 aprile - Louis Cardiet, calciatore francese (n. 1943)
- 28 aprile - Luigi De Rosso, marciatore e allenatore di atletica leggera italiano (n. 1935)
- 28 aprile - Claude Desseaux, cestista francese (n. 1933)
- 28 aprile - Jill Gascoine, attrice britannica (n. 1937)
- 28 aprile - Wolfram Kaminke, calciatore tedesco (n. 1947)
- 28 aprile - Bobby Lewis, cantante statunitense (n. 1925)
- 28 aprile - Goffredo Matassi, doppiatore e attore italiano (n. 1933)
- 28 aprile - Mario Monducci, politico italiano (n. 1950)
- 28 aprile - Yoshinao Nanbu, karateka giapponese (n. 1943)
- 28 aprile - Silas Silvius Njiru, vescovo cattolico keniota (n. 1928)
- 28 aprile - Eddy Pieters Graafland, calciatore olandese (n. 1934)
- 28 aprile - Mykola Varvarcev, storico ucraino (n. 1929)
- 29 aprile - Gian Mario Bravo, storico e saggista italiano (n. 1934)
- 29 aprile - Germano Celant, critico d'arte e direttore artistico italiano (n. 1940)
- 29 aprile - Trevor Cherry, calciatore e allenatore di calcio inglese (n. 1948)
- 29 aprile - Marcella Continanza, giornalista e scrittrice italiana (n. 1940)
- 29 aprile - Giacomo Dalla Torre del Tempio di Sanguinetto, archeologo e religioso italiano (n. 1944)
- 29 aprile - Allan Gauden, calciatore e allenatore di calcio inglese (n. 1944)
- 29 aprile - Gerson Victalino, cestista brasiliano (n. 1959)
- 29 aprile - Denis Goldberg, politico e attivista sudafricano (n. 1933)
- 29 aprile - Yahya Hassan, poeta e politico danese (n. 1995)
- 29 aprile - Irrfan Khan, attore indiano (n. 1967)
- 29 aprile - John Lafia, regista e produttore cinematografico statunitense (n. 1957)
- 29 aprile - Mario von Ledebur-Wicheln, diplomatico liechtensteinese (n. 1931)
- 29 aprile - Jānis Lūsis, giavellottista sovietico (n. 1939)
- 29 aprile - Gian Battista Odone, calciatore italiano (n. 1928)
- 29 aprile - Matty Simmons, produttore cinematografico e editore statunitense (n. 1926)
- 29 aprile - Maj Sjöwall, scrittrice, giornalista e traduttrice svedese (n. 1935)
- 29 aprile - Roger Westman, architetto britannico (n. 1939)
- 30 aprile - Tony Allen, batterista nigeriano (n. 1940)
- 30 aprile - Óscar Chávez, cantante e attore messicano (n. 1935)
- 30 aprile - Reuven Fecher, cestista israeliano (n. 1933)
- 30 aprile - Rishi Kapoor, attore indiano (n. 1952)
- 30 aprile - Sam Lloyd, attore, musicista e cantante statunitense (n. 1963)
- 30 aprile - Manuel Vieira Pinto, arcivescovo cattolico portoghese (n. 1923)